# Deodato di Nevers
Deodato di Nevers (... – Abbazia di Saint-Dié, circa 679) è considerato vescovo di Nevers e sarebbe stato il fondatore del monastero che prese il suo nome (Saint-Dié).
Fu proclamato santo da papa Leone IX nel 1049.

## Biografia
Secondo una tradizione, Deodato apparteneva a una nobile famiglia, fu vescovo di Nevers e, come tale, avrebbe preso parte al concilio di Sens del 657. Abbandonato l'episcopato, si ritirò a vita eremitica nei Vosgi, poi su un'isola presso Strasburgo dove, con l'appoggio di Childerico II, edificò una chiesa dedicata ai santi Pietro e Paolo.
Dopo varie peregrinazioni, si stabilì in una zona, detta Jointures, alla confluenza dei fiumi Fave e Meurphe, dove edificò un monastero introducendovi una regola basata su quella di san Colombano.
Desiderio strinse anche amicizia con Idulfo, abate del vicino monastero di Moyenmoutier.
Morì nel suo monastero attorno al 679: in suo onore, l'abbazia e il villaggio che vi sorse intorno presero il nome di Saint-Dié.

## Culto

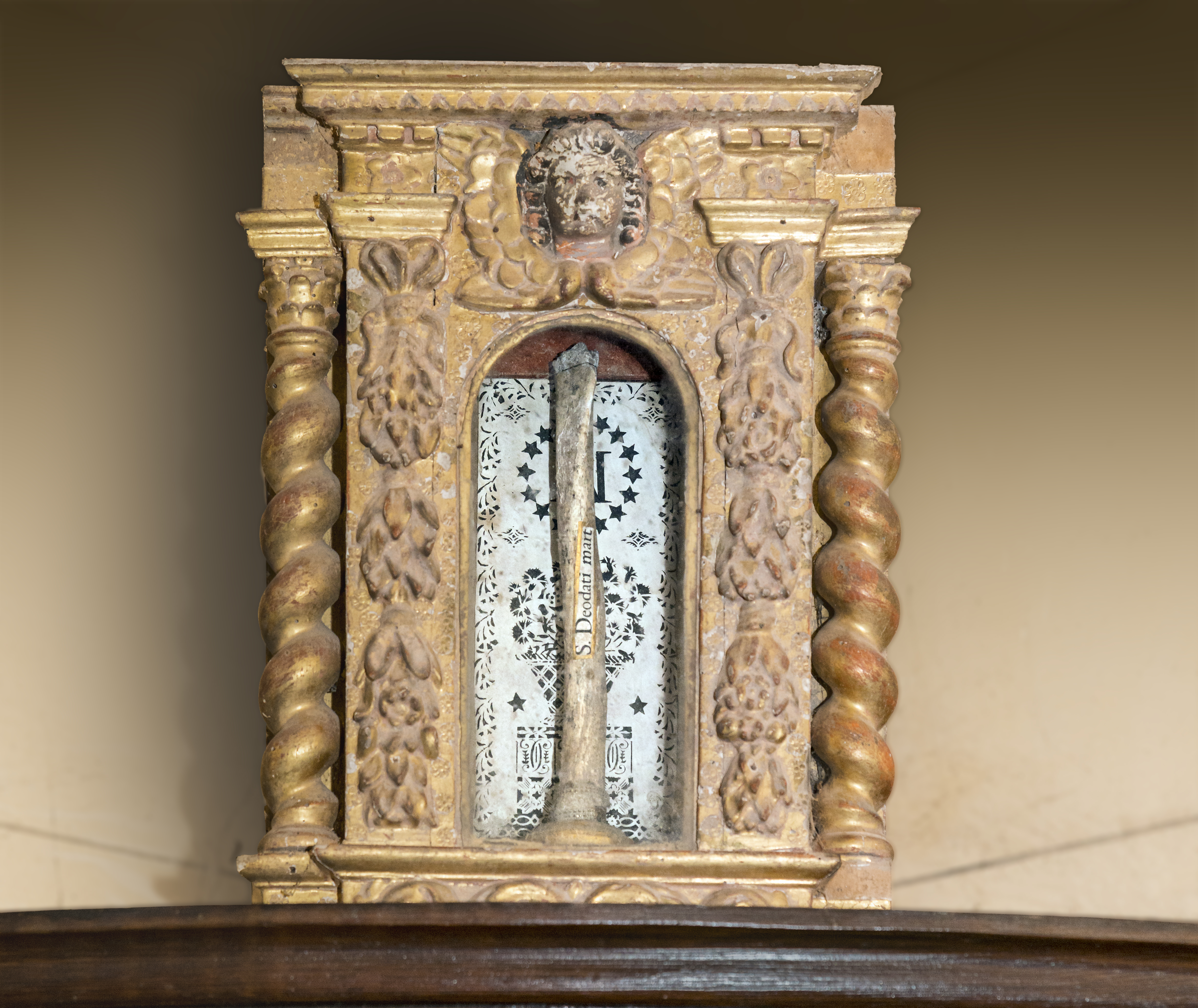
Reliquiario di Deodato di Nevers

Fu proclamato santo da papa Leone IX nel 1049.
Il suo elogio si legge nel Martirologio romano al 19 giugno.